# Оратовський Михайло Тимофійович
Миха́йло Тимофі́йович Орато́вський (4 липня 1905, с. Дубова, нині Уманський район Черкаської області — 4 лютого 1966, м. Мелітополь Запорізька область) вчений-селекціонер, кандидат сільськогосподарських наук, лауреат Державної премії України в галузі науки і техніки, автор і співавтор 33 районованих сортів черешні.

## Біографія
Народився в 1905 році в селі Дубова. Його батько був сільським писарем, а мати домогосподаркою. Закінчивши сільську школу вступив до сільськогосподарського технікуму. Після закінчення аспірантури Київської сільськогосподарської академії у 1933 році приїхав в Мелітополь і був прийнятий на роботу у відділ селекції Мелітопольської дослідної станції садівництва імені М. Ф. Сидоренка. В 1938 році захистив дисертацію на тему «Продуктивність сортів черешні у зв'язку з запиленням». З початком німецько-радянської війни М. Оратовський разом з іншими мелітопольцями рив окопи під Марганцем, де потрапив в оточення. Але йому переправитися через Дніпро та повернутися додому. Працював у Мелітополі в період гітлерівської окупації. Коли німці дізналися, що Оратовський — селекціонер, вони вирішили відправити його в Німеччину, через що вченому довелося переховуватися. Він обладнав собі землянку в черешневих садах. А вдома з'являвся лише зрідка, по ночах, щоб взяти запас їжі. Проте, і в цих умовах він продовжував плідну дослідницьку роботу. Після приходу радянської армії М. Оратовський пішов на фронт, де був нагороджений медаллю «За бойові заслуги». Повернувся додому восени 1945 р. З цього часу Михайло Оратовський продовжив свою наукову діяльність.

## Наукова робота
За 33 роки дослідницької діяльності створив гібридний фонд з 18 000 рослин. Більша частина виведених сортів була занесена в Державний реєстр в 1969—1988 рр. Пізніше його учні передали до державного сортовипробовування ще 48 сортів черешні. Успішно працював над селекцією вишні та абрикосу, та написав 34 роботи на цю тему. Після війни робота по селекції черешні була продовжена доктором сільськогосподарських наук М. І. Туровцевим.
Виведені ним сорти черешні складають 40 % всіх насаджень на території України.
Був першим кандидатом наук у дослідній станції садівництва імені М. Ф. Сидоренка та понад 20 років очолював відділ селекції. У музеї дослідної станції є стенд присвячений його діяльності, до якого проводяться екскурсії для школярів.

## Особисте життя
З дружиною Оленою познайомився на дачі Фелібера, першому відділенні Мелітопольської дослідної станції садівництва імені М. Ф. Сидоренка, де працював її батько, садівник, спеціаліст з виведення сортів цитрусових, Михайло Гегужець. У шлюбі народилась одна дитина — дочка Вікторія.

## Відомі сорти, виведені Оратовським
Серед відомих сортів: «Скороспілка», «Валерій Чкалов», «Дніпрянка», «Запорізька» і вишня «Мелітопольська десертна». Пізніше з'явились «Бігарро», «Тавричанка», «Червнева рання», «Мелітопольська чорна», «Вінка». Займався селекцією абрикосу «Мелітопольський ранній», «Мелітопольський пізній», «Променистий».
- Черешня Валерій Чкалов — виведена М. Т. Оратовським спільно з Центральною генетичною лабораторією ім. І. В. Мічуріна (22 % всіх насаджень черешні на території України)[2].
- Черешня Мелітопольська чорна — виділена М. Т. Оратовським серед сіянців черешні Французької чорної від вільного запилення (10 % насаждень черешні в Україні)[3].
- Черешня Великоплідна — виведена М. Т. Оратовським и М. І. Туровцевим (7 % насаджень черешні в Україні).
- Черешня Присадибна — виведена М. Т. Оратовським. На міжнародній виставці плодів в Ерфурті сорту присуджена золота медаль.
- Черешня Бігарро Оратовського — виведена М. Т. Оратовським із сіянців сорту Французька чорна.

## Досягнення
За успіхи в селекційній роботі та пропагування наукових знань нагороджений орденом «Знак Пошани».
1992 Лауреат Державної премії України в галузі науки і техніки (1992) (посмертно).

## Вшанування
У 2016 році, після прийняття в Україні закону про декомунізацію, в Мелітополі вулиця і провулок Калініна були перейменовані у вулицю Михайла Оратовського.